# Rumasa

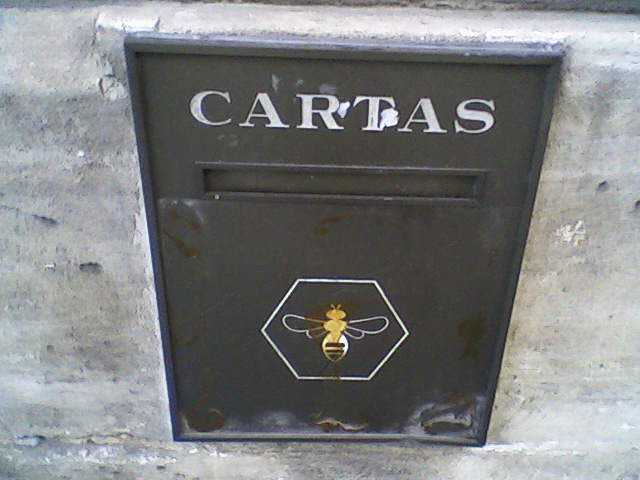
Logotip de Rumasa a la bústia d'un edifici de la ciutat d'Alcoi.

Rumasa (acrònim de Ruiz Mateos Sociedad Anónima) va ser un grup d'empreses espanyol propietat de l'empresari José María Ruiz-Mateos, el seu fundador. Rumasa va ser expropiada pel govern espanyol el 23 de febrer de 1983, a través del Decret llei 2/1983. El grup Rumasa, en el moment de publicar-se la disposició, estava constituït per 700 empreses, amb una plantilla que arribava a les 65.000 persones, facturant uns 350.000 milions de pessetes (més de 2.000 milions d'euros) anuals. Després de l'expropiació es tornà a privatitzar parcialment.

## Activitats de l'empresa
L'empresa va anar creixent i diversificant les seves activitats, convertint-se així en un grup d'empreses que es donaven suport unes a les altres, conformant el que econòmicament es coneix com a trust. Rumasa era present, entre d'altres, en els següents sectors:
- Banca: Banco Atlántico, Banco de Jerez, Banca Masaveu, Exbank, AVA, Eurobank, Banfisa ...
- Hoteleria: Cadena hotelera "Hotasa",
- Producció vinícola: Bodegues Paternina, Garvey.
- Grans magatzems: Galerías Preciados.
- Botigues de luxe: Loewe.
- Educació: Colegio Izarra.

L'emblema de tot el grup d'empreses era una abella, símbol de laboriositat, continguda
en un hexàgon. El grup produïa una revista per als seus empleats: "La Colmena".

## Expropiació per l'Estat

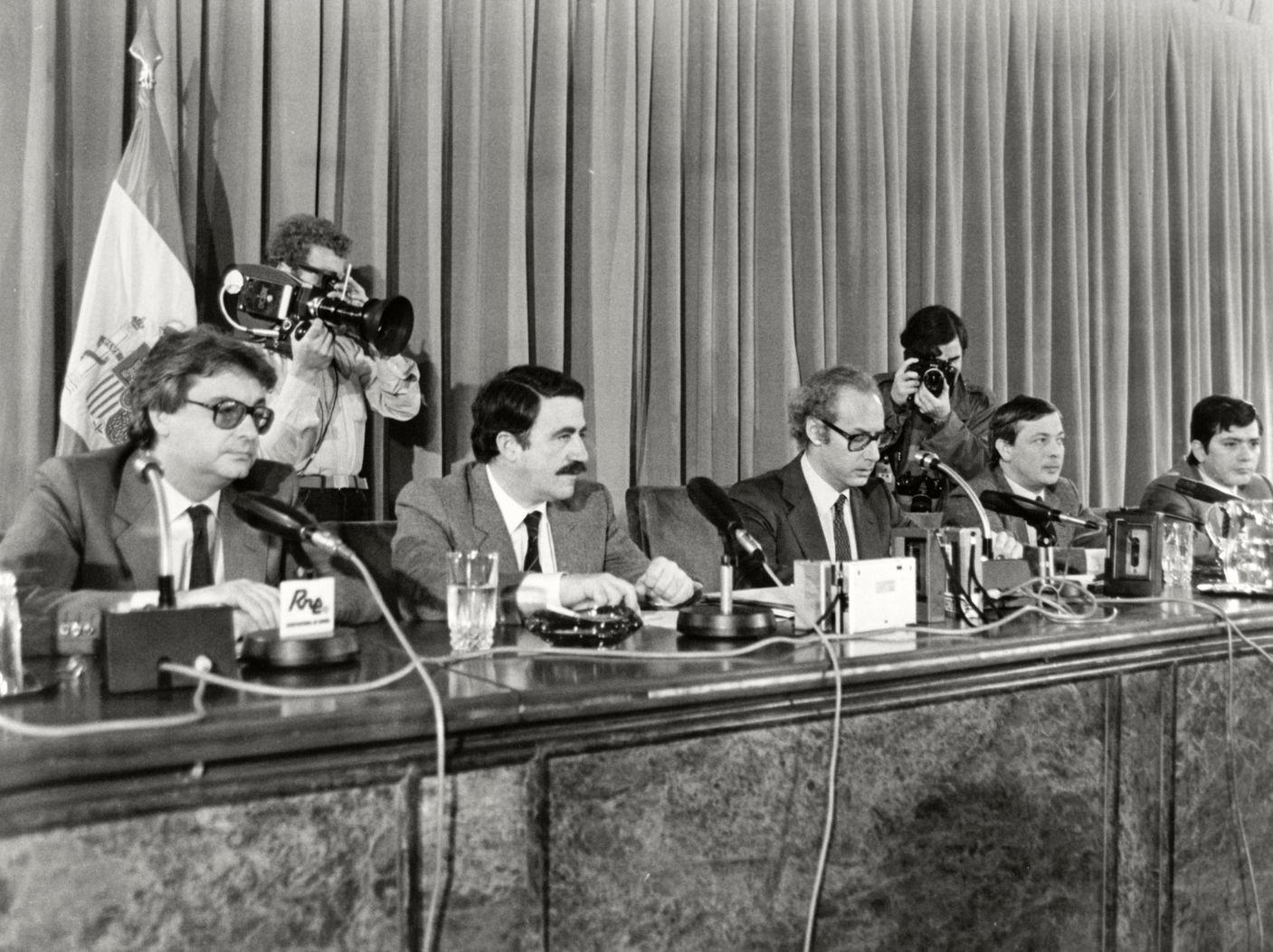
Roda de premsa anunciant l'expropiació de Rumasa el 23 de febrer de 1983.

El 23 de febrer de 1983, el Consell de Ministres del Govern d'Espanya decreta l'expropiació forçosa del grup a l'empara de les previsions contingudes en els articles 33.3 i 128.2 de la Constitució espanyola. Les raons adduïdes en el decret d'expropiació són:
- La reiterada manca d'auditories externes als bancs del grup com de les seves societats més importants (des de l'any 1978).
- Una permanent obstrucció a l'activitat inspectora del Banc d'Espanya els desproporcionats riscos assumits pels bancs que finançaven internament al grup respecte de la solvència del grup la desatenció a les múltiples advertències de les autoritats monetàries a RUMASA, recomanant una política més prudent d'inversions i una desconcentració de riscos l'arriscada espiral d'adquisicions i inversions del grup.
- Un deute amb la Seguretat Social de 350.000 milions de pessetes, no ingressava a Hisenda l'IRPF que descomptava als 65.000 treballadors, això va ser el detonant de l'expropiació perquè es temia que corria perill l'economia de tot el país.

El govern va usar l'expropiació, en lloc d'una intervenció limitada als bancs, per la complexitat de l'entramat del grup i en no considerar els problemes com conjunturals, sinó estructurals. Entre les raons adduïdes estaven la utilitat pública i interès social, la defensa de l'estabilitat del sistema financer i dels interessos legítims dels dipositants i treballadors, i finalment el respecte dels drets dels accionistes mitjançant el pagament per les seves accions.
Miguel Boyer, ministre d'Economia i Hisenda quan es va produir l'expropiació i els principal responsable d'aquesta, va afirmar el 1997 que: "l'expropiació de Rumasa no
va ser una mesura sancionadora o punitiva contra Ruiz-Mateos per uns presumptes delictes que haguessin correspost als tribunals depurar. Va ser una mesura de política econòmica, amb la qual es va voler evitar la crisi total d'un grup en fallida, que, en les difícils circumstàncies de 1983, ens va semblar que podria tenir unes conseqüències molt greus".
La Policia Nacional espanyola va registrar i precintar les diferents seus de Rumasa el mateix 23 de febrer de 1983, iniciant així públicament el procés d'expropiació pel govern.

## Procés judicial
Pocs dies després de l'expropiació, Ruiz Mateos viatja a Londres el 4 de març de 1983. L'1 desembre de 1985 és extradit a Espanya. Des d'aquell moment s'han seguit múltiples processos judicials, que en una primera part van tenir com a objecte dirimir la legalitat de l'operació d'expropiació. Una segona tanda de procediments judicials ha seguit, d'una banda amb l'intent de Ruiz Mateos de recuperar diverses empreses de RUMASA i revertir la seva venda, i d'altra banda, la Fiscalia espanyola li ha estat demanant una responsabilitat civil de 677.500 milions de pessetes (més de 4.000 milions d'euros) per l'estat del grup en el moment de l'expropiació i per la injecció de diners que va necessitar posteriorment.
La primera sentència de fonamental importància en aquest assumpte és la dictada pel Tribunal Constitucional a 2/12/1983 (Sentència TC 111/1983). La Sentència desestima el recurs d'inconstitucionalitat promogut per diputats d'Alianza Popular contra el Reial Decret Llei 2/1983. A la votació de la sentència hi va haver empat entre els dotze magistrats que componien el Ple del TC, atès que entre els sis magistrats favorables a la desestimació del recurs es trobava el seu llavors president, Manuel García-Pelayo Alonso, el recurs va ser desestimat (el President té "vot de qualitat" en cas d'empat).
El Tribunal Constitucional va resoldre que l'expropiació era constitucional el 1991. Els
tribunals Constitucional i Suprem també van acordar en nou sentències que s'havia respectat la legalitat en la reprivatització de Galeries Preciados, Banc Atlàntic, diversos hotels i immobiliàries.
El Tribunal Suprem inicià 165 procediments promoguts per Ruiz-Mateos perquè se li tornessin 163 empreses del grup, pronunciant en contra de la reversió. Ruiz-Mateos va recórrer davant el Tribunal Superior de Justícia de Madrid la valoració de les societats o preu just (preu per acció). En 96 societats la valoració va ser positiva i es van pagar 70,6 milions d'euros als accionistes i en 126 va ser negativa. El 12 de juny de 1997 l'Audiència Nacional absol Ruiz Mateos i quatre acusats dels delictes de falsedat documental i estafa. En la sentència es consideren provades diverses falsedats i impagaments a la Hisenda Pública i la Seguretat Social, encara que pels canvis normatius produïts en el Codi Penal no troba culpables als acusats. El 25 de març de 1999, el Tribunal Suprem va confirmar aquesta absolució, alliberant-lo de la fiança de responsabilitat civil.

## Venda i liquidació del grup
Inicialment es va considerar nacionalitzar simplement el grup expropiat, però després es va procedir a la seva reprivatització. No podent trobar un comprador per tot el grup, per la seva gran mida, l'Estat va començar a vendre empreses soltes. Aquest procés va durar diversos anys.
Un dels casos més comentats va ser el de la venda de Galerias Preciados una cadena de grans magatzems amb presència en la major part de les
capitals espanyoles, un dels principals competidors del Corte Inglés. Va ser venuda per l'Estat als germans veneçolans Gustavo i Ricardo Cisneros. El preu de venda va ser de 216 milions de pessetes (gairebé 1.300.000 euros). Poc després, aquests la revendre a l'empresa britànica Mountleigh per 30.000 milions de pessetes (més de 180 milions d'euros). Finalment, El Corte Inglés va comprar al seu antic rival, absorbint tots els seus centres comercials.
L'Estat va haver de recórrer a una emissió de deute públic especial de 560.000 milions de pessetes (3.365 milions d'euros) per seguir mantenint l'empresa en funcionament mentre que trobava compradors privats per a les empreses que formaven el grup. Finalment, aquestes despeses van superar el bilió de pessetes. José María Ruiz Mateos com a personatge públic Consumada l'expropiació, i després d'alguna protesta d'Aliança Popular (principal partit d'oposició al govern del PSOE d'aleshores), els mitjans de comunicació espanyols van mostrar poc interès addicional en l'assumpte Rumasa. José María Ruiz Mateos, com a mitjà de recuperar el protagonisme públic, va començar una sèrie d'actes de protesta extravagants que li van tornar a posar de nou en les pàgines dels diaris espanyols i que perduren en la cultura popular contemporània. Alguns d'aquests actes de protesta van ser:
- Contractació d'avionetes que va fer volar sobre ciutats espanyoles amb pancartes amb textos acusant de robatori al govern espanyol.
- Aparicions llampec, burlant a la policia, en actes públics (per exemple, en festes locals) a Espanya, estant en crida i cerca.
- La coneguda agressió a Miguel Boyer al crit de "Malvado, que te pego leche", molt imitat en programes humorístics de la televisió que va protagonitzar a la sortida dels jutjats. En aquella ocasió va colpejar al cap amb el seu puny a Miguel Boyer, ministre d'economia en el moment de l'expropiació.
- Anuncis televisius de productes de la Nova Rumasa en què José María Ruiz Mateos apareixia galantejador a una complaent actriu, molt semblant físicament a Isabel Preysler, llavors esposa de Miguel Boyer.
- Presentació a les eleccions europees ("Agrupación de electores Ruiz Mateos"), en que obtingué fins a dos escons al Parlament Europeu. Molts dels vots que va obtenir van ser un vot de protesta contra el sistema de partits espanyol.
- Aparicions davant la premsa disfressat de Superman amb el logotip de Rumasa.